# Lijst van personen geboren in Manilla
Dit is een lijst van personen geboren in de Filipijnse hoofdstad Manilla:

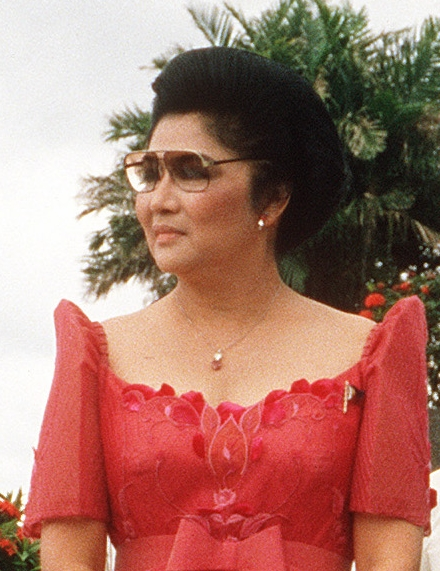
First lady en politicus Imelda Marcos (1929)

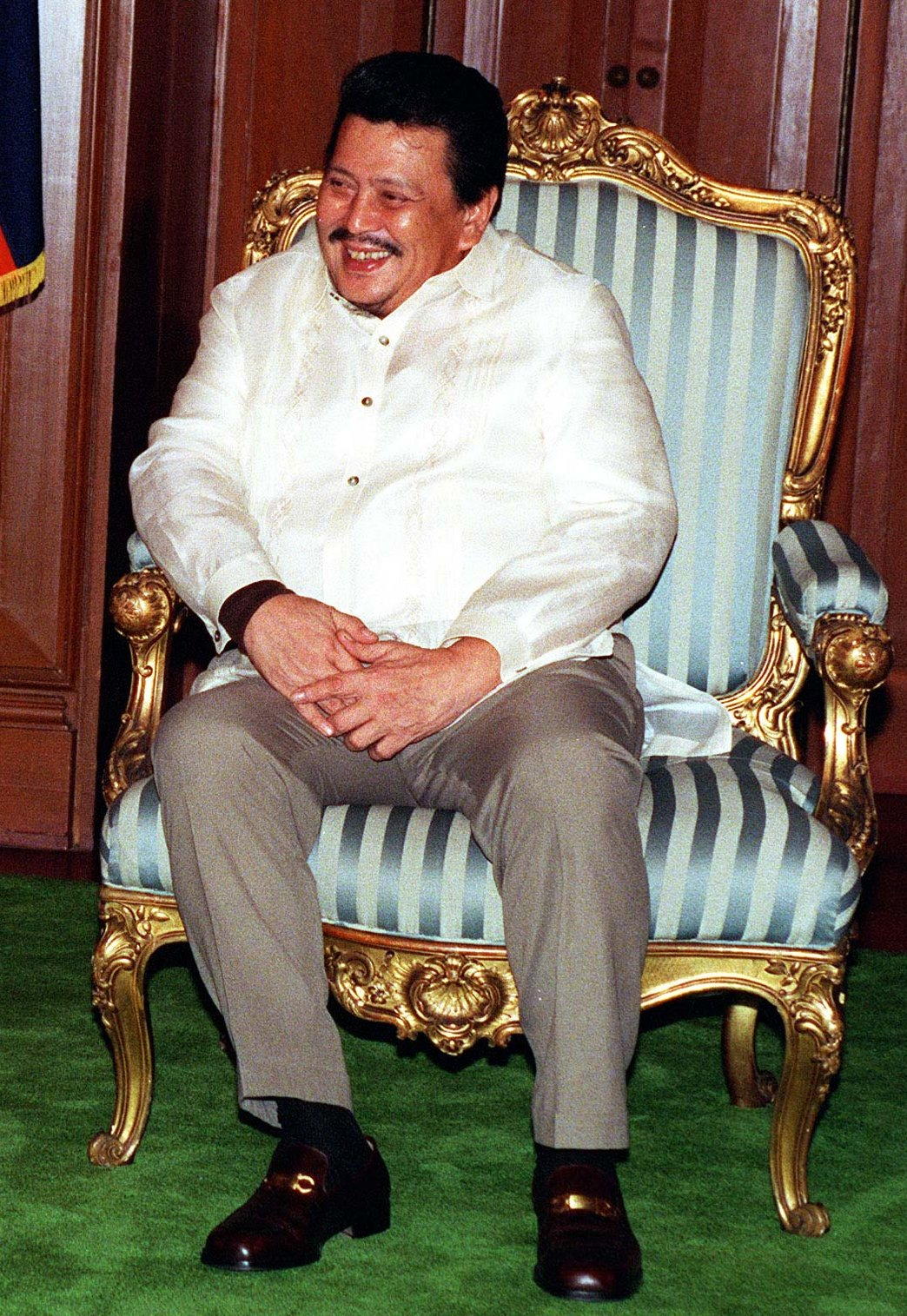
President Joseph Estrada (1937)

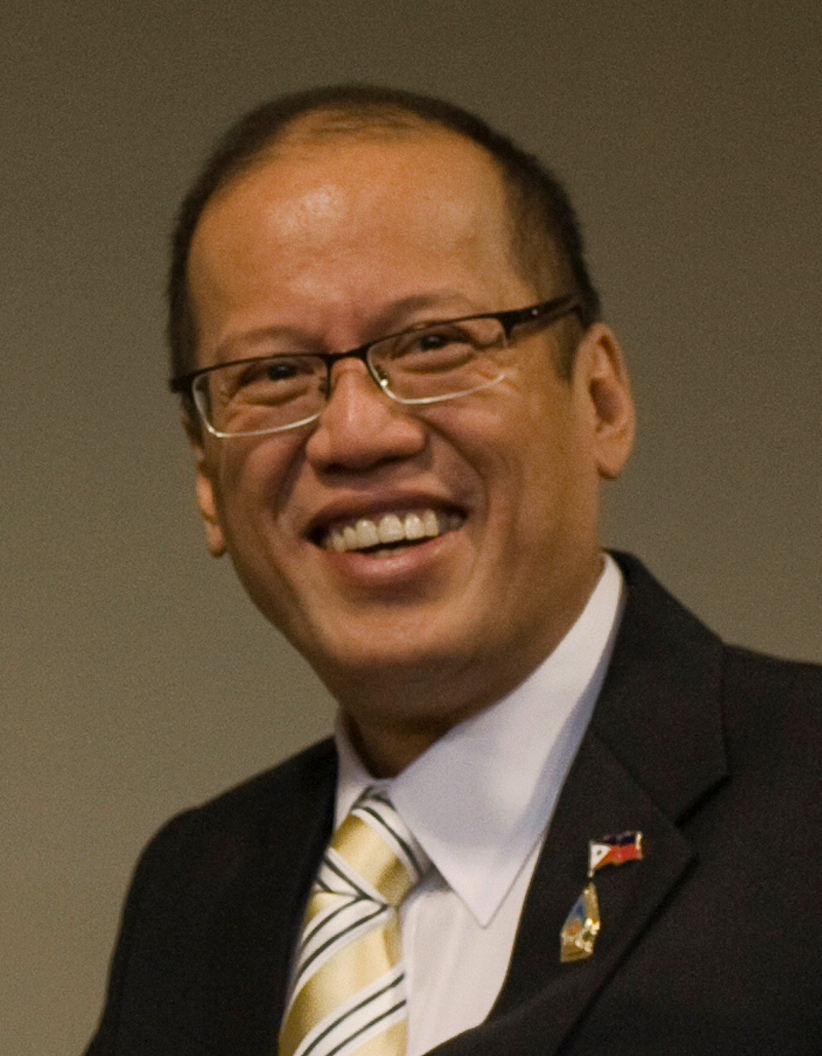
President Benigno Aquino III (1960)

## Voor 1900
- Laurentius Ruiz (ca. 1600), martelaar en rooms-katholiek heilige (overleden 1637);
- Damian Domingo (ca. 1790), kunstschilder (overleden ca. 1832);
- Jacinto Zamora (14 augustus 1835), priester (overleden 1872);
- Lorenzo María Guerrero (4 november 1835), kunstschilder en -docent (overleden 1904);
- José Maria Basa (19 december 1839), koopman en patriot (overleden 1907);
- Ambrosio Flores (20 maart 1843), generaal in de Filipijnse Revolutie en politicus (overleden 1912);
- Romualdo de Jesus (7 februari 1848), beeldhouwer en houtsnijkunstenaar (overleden 1921);
- Diego de la Viña (20 mei 1849), plantagehouder en revolutionair (overleden 1920);
- Bonifacio Arevalo (14 mei 1850), beeldhouwer (overleden 1920);
- Isabelo Tampinco (19 november 1850), beeldhouwer (overleden 1933);
- Higinio Benitez (11 januari 1851), rechter en lid van het Malolos Congres (overleden 1928);
- León María Guerrero (24 januari 1853), apotheker en botanicus (overleden 1935);
- Pablo Ocampo (25 januari 1853), jurist en politicus (overleden 1925);
- Benito Legarda (27 september 1853), politicus en zakenman (overleden 1915);
- Pedro Paterno (17 februari 1857), revolutionair, schrijver en politicus (overleden 1911);
- Enrique Mendiola (3 mei 1859), pedagoog (overleden 1914);
- Teodoro Sandiko (31 maart 1860), gouverneur en senator (overleden 1939);
- Anacleto del Rosario (13 juli 1860), scheikundige (overleden 1895)
- Severino Reyes (12 februari 1861), toneelschrijver en regisseur (overleden 1942);
- Timoteo Paez (22 augustus 1861), onafhankelijkheidsstrijder (overleden 1939);
- Edilberto Evangelista (24 februari 1862), generaal Filipijnse Revolutie (overleden 1897);
- Ariston L. Bautista (22 februari 1863), arts en lid van het Malolos Congres (overleden 1928);
- Felix Roxas y Fernandez (7 november 1863), politicus en rechter (overleden 1936);
- Andrés Bonifacio (30 november 1863), leider Filipijnse Revolutie en oprichter Katipunan (overleden 1897);
- Joaquin Luna (11 december 1864), revolutionair en politicus (overleden 1939);
- Teodoro Plata (1866), oprichter Katipunan (overleden 1896);
- Antonio Luna (29 oktober 1866), generaal in de Filipijnse Revolutie (overleden 1899);
- Julio Nakpil (22 mei 1867), componist, revolutionair (overleden 1960);
- Agueda Esteban (5 januari 1868), onafhankelijkheidsstrijder (overleden 1944);
- Anselmo de Jesus (21 april 1869), dichter (overleden 1901);
- Macario Sakay (1870), generaal Filipijnse Revolutie (overleden 1907);
- Jose Alejandrino (1 december 1870), generaal in de Filipijnse Revolutie en senator (overleden 1951);
- Juan Abad (8 februari 1872), toneelschrijver (overleden 1932);
- Fernando María Guerrero (1 juni 1873), schrijver en dichter (overleden 1929);
- Rafael Palma (24 oktober 1874), minister en senator (overleden 1939);
- Luís María Guerrero (1 december 1874), kinderarts, hoogleraar en decaan (overleden 1950);
- Emilio Jacinto (15 april 1875), revolutionair en schrijver (overleden 1899);
- José Palma (3 juni 1876), dichter (overleden 1903);
- Patricio Mariano (1 maart 1877), schrijver (overleden 1935);
- Cecilio Apostol (22 november 1877), dichter (overleden 1938);
- Ramon Fernandez (12 april 1878), zakenman en politicus (overleden 1964);
- Juana Molina (20 oktober 1883), sopraan (overleden 1930);
- Luis del Rosario (24 september 1886), aartsbisschop van Zamboanga (overleden 1970);
- Juan Arellano (25 april 1888), architect (overleden 1960);
- Tomas Mapua (21 december 1888), architect (overleden 1965);
- Miguel Cuaderno sr. (12 december 1890), minister van Financiën en gouverneur van de Filipijnse centrale bank (overleden 1975);
- José Nepomuceno (15 mei 1893), filmmaker en producent (overleden 1959);
- Antonio Molina (25 december 1894), componist en dirigent (overleden 1980);
- Juan Garchitorena (24 maart 1898), Argentijns voetballer en acteur (overleden 1983);
- Juan Nakpil (26 mei 1899), architect (overleden 1986).

## 1900-1919
- Pablo Antonio (25 januari 1901), architect en nationaal kunstenaar (overleden 1975);
- Amado Hernandez (13 september 1903), schrijver en nationaal kunstenaar (overleden 1970);
- Pura Santillan-Castrence (24 maart 1905), schrijfster en diplomate (overleden 2005);
- Honorata de la Rama (11 juli 1905), zangeres, actrice en nationaal kunstenaar (overleden 1991);
- Alfredo Santos (13 juli 1905), generaal (overleden 1990);
- Jose Garcia Villa (5 augustus 1908), dichter en nationaal kunstenaar (overleden 1997);
- Levi Celerio (30 april 1910), componist, schrijver en nationaal kunstenaar (overleden 2002);
- Carlos Quirino (14 januari 1910), historisch schrijver en nationaal kunstenaar (overleden 1999);
- Ambrosio Padilla (7 december 1910), jurist, basketballer en senator (overleden 1996);
- Fe del Mundo (27 november 1911), nationaal wetenschapper van de Filipijnen (2011)
- Helena Benitez (27 juni 1914), senator en universiteitsbestuurder (overleden juli 2016);
- Pacita Madrigal-Gonzales (4 mei 1915), senator (overleden 2008);
- Corazon Agrava (7 augustus 1915), rechter (overleden 1997);
- Arturo Alcaraz (21 maart 1916), wetenschapper (overleden 2001);
- Nick Joaquin (4 mei 1917), schrijver, historicus, journalist en nationaal kunstenaar (overleden 2004);
- Claudio Teehankee sr. (18 april 1918), opperrechter Filipijns hooggerechtshof (overleden 1989);
- Raul Manglapus (20 oktober 1918), senator en minister van buitenlandse zaken (overleden 1999).

## 1920-1929
- Remedios de Oteyza (7 juni 1920), ballerina (overleden 1978);
- Enrique Beech (4 augustus 1920), voetballer en schietsporter (overleden 2012);
- Jose Diokno (26 februari 1922), senator en mensenrechtenadvocaat (overleden 1987);
- Mona Lisa (22 juni 1922), actrice (overleden 2019)
- Carmen Guerrero-Nakpil (19 juli 1922), journaliste en schrijfster (overleden 2018);
- Mila del Sol (12 mei 1923), actrice (overleden 2020);
- Efren Reyes sr. (18 juni 1924), acteur, regisseur en producent (overleden 1968);
- Alejandro Roces (13 juli 1924), schrijver, nationaal kunstenaar en minister (overleden 2011);
- Gerardo Roxas (26 augustus 1924), afgevaardigde en senator (overleden 1982);
- Fernando Zóbel de Ayala (27 augustus 1924), kunstschilder en -verzamelaar (overleden 1984);
- Nena Saguil (19 september 1924), kunstschilder (overleden 1994);
- Isagani Cruz (11 oktober 1924), rechter (overleden 2013);
- Vicente Paterno (18 november 1925), politicus en topman (overleden 2014);
- Andres Soriano jr. (3 mei 1926), zakenmagnaat (overleden 1984);
- Tony Settember (10 juli 1926), Amerikaans autocoureur (overleden 2014);
- Arturo Luz (20 november 1926), beeldend kunstenaar en nationaal kunstenaar van de Filipijnen (overleden 2021);
- Florencio Campomanes (22 februari 1927), schaker en FIDE-president (overleden 2010);
- Alicia Vergel (7 juni 1927), actrice (overleden 1992);
- José Encarnación jr. (17 november 1928), nationaal wetenschapper van de Filipijnen (overleden 1998);
- Florentino Feliciano (14 maart 1928), rechtsgeleerde en rechter (overleden 2015);
- Dolphy (25 juli 1928), acteur en komiek (overleden 2012);
- Andrea Veneracion (11 juli 1928), musicus, dirigent en nationaal kunstenaar van de Filipijnen (overleden 2013);
- Vicente Jayme (27 oktober 1928), minister en topman (overleden 2013);
- Andres Narvasa (30 november 1928), opperrechter hooggerechtshof (overleden 2013);
- Rosalinda Orosa (30 november 1928), journalist en schrijver (overleden 2023);
- Bella Flores (27 februari 1929), actrice (overleden 2013);
- Imelda Marcos (2 juli 1929), first lady van de Filipijnen en politica;
- Max Soliven (4 september 1929), journalist en krantenuitgever (overleden 2006).
- Alfredo Lim (21 december 1929), politicus (overleden 2020);

## 1930-1939
- Benjamin Romualdez (24 september 1930), politicus, diplomaat en zakenman (overleden 2012);
- Arsenio Laurel (14 december 1931), autocoureur (overleden 1967);
- Federico Aguilar Alcuaz (6 juni 1932), kunstschilder en nationaal kunstenaar van de Filipijnen (overleden 2011);
- Mel Mathay (26 juni 1932), bestuurder en politicus (overleden 2013);
- Diosdado Talamayan (19 oktober 1932), aartsbisschop van Tuguegarao;
- Jaime Lopez (28 januari 1934), afgevaardigde (overleden 2011);
- Benito Vergara (23 juni 1934), nationaal wetenschapper van de Filipijnen (overleden 2015)
- Jaime Zobel de Ayala (18 juli 1934), zakenman;
- Emilio Abello (14 oktober 1934), advocaat (overleden 2002);
- Raul S. Gonzalez (4 november 1934), journalist en minister van pers (overleden 2013);
- Mel Lopez (1 september 1935), burgemeester van Manilla (overleden 2017);
- Charito Solis (6 oktober 1935), actrice (overleden 1998);
- Luis Beltran (7 april 1936), journalist en columnist (overleden 1994);
- Sonny Belmonte (2 oktober 1936), politicus en bestuurder;
- Roberto Ongpin (6 januari 1937), zakenman en politicus (overleden 2023);
- Rolando Tinio (5 maart 1937), dichter, theatermaker en nationaal kunstenaar van de Filipijnen (overleden 1997);
- Roberto Chabet (29 maart 1937), kunstenaar (overleden 2013);
- Joseph Estrada (19 april 1937), president van de Filipijnen;
- Raymundo Punongbayan (13 juni 1937), geoloog en vulkanoloog (overleden 2005);
- Jaime Ongpin (15 juni 1938), zakenman en minister (overleden 1987);
- Ishmael Bernal (30 september 1938), filmregisseur en nationaal kunstenaar van de Filipijnen (overleden 1996);
- Ben Hur Villanueva (28 oktober 1938), beeldhouwer (overleden 2020);
- Jaime Laya (8 januari 1939), gouverneur van de Filipijnse Centrale Bank en minister;
- Agapito Aquino (20 mei 1939), topman en politicus (overleden 2015);
- Sixto Brillantes jr. (14 augustus 1939), advocaat en bestuurder (overleden 2020)
- Fernando Poe jr. (20 augustus 1939), acteur en presidentskandidaat (overleden 2004);
- Albert del Rosario (14 november 1939), minister en ambassadeur (overleden 2023)

## 1940-1949
- Winnie Monsod (29 juli 1940), televisiepresentator, kabinetslid, bestuurder en hoogleraar economie;
- Alice Reyes (14 oktober 1942), danseres en choreograaf;
- Freddie Webb (24 november 1942), basketballer en senator;
- Gemma Cruz-Araneta (30 september 1943), schrijfster, minister en miss international;
- Bernardo Bernardo (28 januari 1945), acteur (overleden 2018);
- Maria Elisa Anson-Roa (30 januari 1945), actrice;
- Victor Ziga (30 september 1945 - 31 januari 2021), politicus;
- Walden Bello (11 november 1945), hoogleraar, politiek analist en activist;
- Ricardo Puno jr. (20 januari 1946), jurist, televisiepresentator en columnist (overleden 2022);
- Adolovni Acosta (3 februari 1946) pianiste (overleden 2024);
- Orlando Mercado (26 april 1946), journalist, politicus en diplomaat;
- Willy Cruz (30 januari 1947), songwriter en muziekproducent;
- Amado Bagatsing (3 december 1947), politicus;
- Ronaldo Puno (25 april 1948), jurist en politicus;
- Teodoro Locsin jr. (15 november 1948), politicus en journalist;
- William Esposo (12 januari 1949), journalist en columnist (overleden 2013);

## 1950-1959
- Nicanor Perlas (10 januari 1950), activist en politicus (overleden 2025)
- Anna Dominique Coseteng (18 december 1952), politicus;
- Freddie Hubalde (30 september 1953), basketballer;
- Florencio Abad (13 juli 1954), politicus en bestuurder;
- Luis Antonio Tagle (21 juni 1957), aartsbisschop van Manilla;
- Ferdinand Marcos jr. (13 september 1957), vanaf 2022 de 17e president van de Filipijnen
- Juan Ponce Enrile jr. (16 juli 1958), politicus;
- Raul Pangalangan (1 september 1958), advocaat en rechter;
- Teofisto Guingona III (19 april 1959), politicus.

## 1960-1969
- Benigno Aquino III (8 februari 1960), president van de Filipijnen 2010-2016 (overleden 2021);
- Cesar Montano (1 augustus 1962), acteur en regisseur;
- Joey Santiago (10 juni 1965), gitarist van de Pixies;
- Risa Hontiveros (24 februari 1966), activist, journalist en politicus;
- Teddy Baguilat jr. (30 juli 1966), politicus;
- Bryan Callen (26 januari 1967), Amerikaans acteur, filmproducent, scenarioschrijver en komiek;
- Karl Roy (25 mei 1968), rockzanger (overleden 2012);
- Francis Escudero (10 oktober 1969), senator;
- Joseph Victor Ejercito (12 december 1969), senator.

## 1970-1979
- Lea Salonga (22 februari 1971), zangeres en actrice;
- Antonio Trillanes IV (6 augustus 1971), politicus en militair;
- Juan Edgardo Angara (25 juli 1972), politicus;
- Khavn de la Cruz (23 december 1973), filmmaker, schrijver en muzikant;
- Laidback Luke (22 oktober 1976), Nederlands diskjockey en producer;
- Bam Aquino (7 mei 1977), senator;
- Lourence Ilagan (11 februari 1978), darter;[1]
- Claudine Barretto (20 juli 1979), actrice.

## 1980-heden
- William Beier (2 november 1982), Duits kunstschaatser;
- Billy Crawford (16 mei 1982), Amerikaans zanger en acteur;
- Christina Beier (9 juni 1984), Duits kunstschaatsster;
- EJ Obiena (17 november 1995), polsstokhoogspringer.